# Janville (Calvados)
Janville település Franciaországban, Calvados megyében. Lakosainak száma 385 fő (2022. január 1.). Janville Argences, Saint-Pair, Saint-Pierre-du-Jonquet, Troarn és Vimont községekkel határos.

## Népesség
A település népességének változása:
| Lakosok száma | 126  | 340  | 406  | 380  | 363  | 359  | 368  | 372  | 386  | 385  |
|               | 1968 | 1982 | 1999 | 2006 | 2011 | 2015 | 2017 | 2018 | 2020 | 2022 |